# Arnold Marggraff
Carl Arnold Marggraff (* 17. Mai 1834 in Berlin; † 5. Juni 1915 in Berlin) war Stadtrat in Berlin und ab 1877 Leiter der Kanalisationsdeputation. Für seine Verdienste um den Bau der Berliner Stadtentwässerung wurden ihm 1911 der Ehrentitel Geheimer Rat und die Ehrenbürgerwürde der Stadt Berlin verliehen.

## Leben
Arnold Marggraff war der Sohn des Schulvorstehers Franz Eberhard Marggraff (1787–1879) und seiner Ehefrau Eleonore Engel (1798–1879). Er absolvierte eine Apothekerlehre und war nach seiner Gehilfenzeit in Altona und seinem Studium in Berlin zunächst Besitzer der Apotheke „König Salomon“ in Berlin. 1863 erwarb er dann die sogenannte „Rothe Apotheke“ in der Rosenthaler Straße, Ecke Neue Schönhauser Straße, wo sie sich noch heute befindet.
Als Apotheker war Marggraff Vorstandsmitglied des Norddeutschen Apothekervereins sowie Mitglied des Berliner Apothekervereins und widmete sich außerdem kommunalpolitischen Fragen. Ab 1866 war er Mitglied in der Stadtverordnetenversammlung Berlins; 1867 wurde er Stadtrat und hatte das Dezernat für städtische Stiftungsdeputation und das Dezernat für die städtische Kanalisation inne. In dieser Position trieb Marggraff zusammen mit Rudolph Virchow den von James Hobrecht entworfenen Plan für den Bau der Berliner Kanalisation voran, verbunden mit der Schaffung von Rieselfeldern und deren Verwaltung. Auch der Ankauf eines großen Teiles von Land und Wald für die Stadt ist seiner Initiative zu verdanken. Außerdem war er Mitglied des Kuratoriums für Beleuchtungsangelegenheiten, das 1882 am Potsdamer Platz die ersten elektrischen Lampen in Betrieb nahm.
Arnold Marggraff starb 1915 im Alter von 81 Jahren in Berlin und wurde auf dem dortigen Sophienfriedhof II beigesetzt. Obwohl das Grab nicht erhalten geblieben war, wurde es lange Jahre weiterhin als „Ehrengrab des Landes Berlin“ gelistet. Diese Widmung wurde 2005 aufgehoben.

## Ehrungen
- Das 1911, im gleichen Jahr wie die Verleihung der Ehrenbürgerwürde, im Südwesten Berlins gegründete Gut Marggraffshof trägt seinen Namen.
- Die Marggraffbrücke über den Britzer Verbindungskanal in Berlin wurde nach ihm benannt.